# Concó-patak
A Concó-patak a Bakonyban ered, Komárom-Esztergom vármegyében, mintegy 290 méteres tengerszint feletti magasságban. A patak forrásától kezdve északi irányban halad, majd Ácsnál eléri a Dunát.
A patakba beletorkollik a Saliházi-árok Hántánál, a Kisbéri-ér, a Battyáni-ér és a Pulai-árok Kisbér után, az Ürgemajori-csatorna, a Csépi-ér és a Szendi-ér Nagyigmándnál, valamint a Székes-patak Ácsnál.
A Concó-patak és vízgyűjtő területe vízgazdálkodási szempontból a Bakonyér és Concó Vízgyűjtő-tervezési alegység működési területét képezi.
A patak a Vértes északnyugati, illetve a Bakony északi részének felszíni vizeit gyűjti össze.

## Part menti települések
- Ácsteszér
- Hánta (Kisbér)
- Kisbér
- Ászár
- Tárkány
- Nagyigmánd
- Ács